# Agonum melanarium
Agonum melanarium är en skalbaggsart som beskrevs av Pierre François Marie Auguste Dejean. Agonum melanarium ingår i släktet Agonum och familjen jordlöpare. Inga underarter finns listade i Catalogue of Life.